# Charlie Brown
Charlie Brown és el personatge principal de la tira còmica —i la seva posterior entrada en el camp de l'animació de la mà de Bill Melendez— coneguda pel nom de Peanuts, creada per Charles Schulz (1922-2000). El primer esment escrit del nom de Charlie Brown data del 30 de maig del 1948, a l'àlbum Li'l Folks del mateix autor. Va fer el seu debut oficial a la sèrie Peanuts el 2 d'octubre de 1950. El 1965 va rebre l'honor de parèixer a la portada del setmanari Time.
El 1968, les Edicions 62 van publicar el primer àlbum traduït al català: És diumenge, Charlie Brown! Va ser l'inici d'una sèrie de quaranta-cinc obres traduïdes per Antoni Pigrau i Joan Ramon Vallverdú. Charlie i el seu inseparable Snoopy van celebrar els 65 anys amb una pel·lícula en 3-D, dirigit per Steve Martino per la productora Blue Sky, que es va s'estrenar el 2015. La pel·lícula va ser estrenat en català al dia de Nadal del mateix any.